# Malicious (film, 2018)
Pour les articles homonymes, voir Malicious.
Pour plus de détails, voir Fiche technique et Distribution.
Malicious est un film d'horreur américain réalisé par Michael Winnick et sorti en 2018.

## Synopsis
Adam, professeur de fac et sa femme décident de s'installer dans une nouvelle maison afin de prévoir au mieux la naissance de leur futur enfant, mais leurs plans vont rapidement être mis à mal par l'ouverture d'une boîte antique, libérant un ancien démon.

## Fiche technique
- Titre original : Malicious
- Titre québécois :
- Réalisation :  Michael Winnick
- Scénario :
- Direction artistique :
- Décors :
- Costumes :
- Photographie :
- Montage :
- Musique : Jeff Cardoni[1]
- Production :
- Sociétés de production : Impossible Dream Entertainment / Lost Hills Film Fund [2]
- Sociétés de distribution :
- Pays d'origine :  États-Unis
- Langue originale :
- Genre : horreur
- Durée : 100 minutes
- Date de sortie : 
  - États-Unis : 19 octobre 2018[3]

## Distribution
- Josh Stewart : Adam
- Bojana Novakovic : Lisa
- Delroy Lindo : Dr Clarck